# Llista de topònims de Pardines
Llista de topònims (noms propis de lloc) del municipi de Pardines, al Ripollès
Informació actualitzada per un bot. Els canvis manuals es perdran quan s'actualitzi!

## cabana
| imatge | Nom                      | Ubicat a | instància de | Detalls | coordenades                                                         | Protecció | Commons (més fotos) | Dades a WD                    |
| ------ | ------------------------ | -------- | ------------ | ------- | ------------------------------------------------------------------- | --------- | ------------------- | ----------------------------- |
|        | barraca d'en Piquer      | Pardines | cabana       |         | 42° 17′ 59″ N, 2° 15′ 44″ E / 42.2996731529545°N,2.26219362968171°E |           |                     | Modifica les dades a Wikidata |
|        | barraca de l'Orri Vell   | Pardines | cabana       |         | 42° 17′ 38″ N, 2° 14′ 44″ E / 42.294027601235°N,2.2455594259613°E   |           |                     | Modifica les dades a Wikidata |
|        | cabana d'en Vinyes       | Pardines | cabana       |         | 42° 18′ 26″ N, 2° 14′ 53″ E / 42.3070839771912°N,2.24814185242462°E |           |                     | Modifica les dades a Wikidata |
|        | cabanya de la Mosquetosa | Pardines | cabana       |         | 42° 18′ 53″ N, 2° 14′ 39″ E / 42.314731846°N,2.2440987227492°E      |           |                     | Modifica les dades a Wikidata |
|        | la Barraca               | Pardines | cabana       |         | 42° 17′ 24″ N, 2° 13′ 18″ E / 42.28990349237°N,2.22162419148686°E   |           |                     | Modifica les dades a Wikidata |
|        | la Cabana Blanca         | Pardines | cabana       |         | 42° 18′ 29″ N, 2° 14′ 35″ E / 42.3080584979133°N,2.24294932657249°E |           |                     | Modifica les dades a Wikidata |

## entitat singular de població
| imatge | Nom               | Ubicat a | instància de                                                                   | Detalls | coordenades                                                                   | Protecció | Commons (més fotos) | Dades a WD                    |
| ------ | ----------------- | -------- | ------------------------------------------------------------------------------ | ------- | ----------------------------------------------------------------------------- | --------- | ------------------- | ----------------------------- |
|        | Llavanera         | Pardines | entitat singular de població                                                   | 1 hab   | 42° 18′ 41″ N, 2° 13′ 16″ E / 42.3113804546101°N,2.22123827025546°E 1163 msnm |           |                     | Modifica les dades a Wikidata |
|        | Pardines          | Pardines | entitat singular de població ens local històric de Catalunya capital municipal | 120 hab | 42° 18′ 47″ N, 2° 12′ 43″ E / 42.31307848°N,2.21190523°E 1214 msnm            |           |                     | Modifica les dades a Wikidata |
|        | Puigsac           | Pardines | entitat singular de població                                                   | 12 hab  | 42° 18′ 31″ N, 2° 13′ 33″ E / 42.3085°N,2.22589°E 1267 msnm                   |           | Puigsac             | Modifica les dades a Wikidata |
|        | Pujalt (Pardines) | Pardines | entitat singular de població                                                   | 4 hab   | 42° 18′ 39″ N, 2° 12′ 38″ E / 42.3109°N,2.21042°E 1117 msnm                   |           | Pujalt (Pardines)   | Modifica les dades a Wikidata |
|        | Vilaró            | Pardines | entitat singular de població                                                   | 9 hab   | 42° 18′ 36″ N, 2° 13′ 14″ E / 42.3099°N,2.22044°E 1150 msnm                   |           | Vilaró (Pardines)   | Modifica les dades a Wikidata |
|        | l'Orri            | Pardines | entitat singular de població                                                   | 15 hab  | 42° 18′ 29″ N, 2° 12′ 11″ E / 42.308148816263°N,2.2029245482752°E 1130 msnm   |           | L'Orri (Pardines)   | Modifica les dades a Wikidata |

## església
| imatge | Nom                        | Ubicat a | instància de     | Detalls                                           | coordenades                                                          | Protecció                                            | Commons (més fotos)              | Dades a WD                    |
| ------ | -------------------------- | -------- | ---------------- | ------------------------------------------------- | -------------------------------------------------------------------- | ---------------------------------------------------- | -------------------------------- | ----------------------------- |
|        | Sant Esteve de Pardines    | Pardines | església         | Estil: arquitectura romànica arquitectura popular | 42° 18′ 44″ N, 2° 12′ 50″ E / 42.3121972°N,2.213875°E                | bé d'interès cultural bé cultural d'interès nacional | Església fortificada de Pardines | Modifica les dades a Wikidata |
|        | Santa Magdalena de Puigsac | Pardines | església         | Estil: arquitectura romànica                      | 42° 18′ 30″ N, 2° 13′ 37″ E / 42.3083°N,2.227°E                      | bé cultural d'interès local                          | Santa Magdalena de Puigsac       | Modifica les dades a Wikidata |
|        | capella de Mas Perpinyà    | Pardines | església capella | 13rd century                                      | 42° 18′ 32″ N, 2° 12′ 09″ E / 42.308784°N,2.202487°E ca:Mas Perpinyà | bé cultural d'interès local                          | Sant Martí del Mas Perpinyà      | Modifica les dades a Wikidata |
|        | ermita del Roser           | Pardines | església ermita  | Estil: arquitectura popular                       | 42° 18′ 51″ N, 2° 12′ 41″ E / 42.31426°N,2.2115°E                    | bé cultural d'interès local                          |                                  | Modifica les dades a Wikidata |
|        | l'Església Vella           | Pardines | església capella |                                                   | 42° 18′ 13″ N, 2° 15′ 11″ E / 42.3037485355723°N,2.25316799738121°E  |                                                      |                                  | Modifica les dades a Wikidata |

## masia
| imatge | Nom           | Ubicat a | instància de | Detalls                     | coordenades                                                         | Protecció                                  | Commons (més fotos)     | Dades a WD                    |
| ------ | ------------- | -------- | ------------ | --------------------------- | ------------------------------------------------------------------- | ------------------------------------------ | ----------------------- | ----------------------------- |
|        | Cal Daldet    | Pardines | masia        |                             | 42° 18′ 40″ N, 2° 12′ 39″ E / 42.3110473770944°N,2.2107222953726°E  |                                            |                         | Modifica les dades a Wikidata |
|        | Cal Ferrer    | Pardines | masia        | Estil: arquitectura popular | 42° 18′ 45″ N, 2° 12′ 49″ E / 42.31252°N,2.213667°E                 | bé cultural d'interès local                | Cal Ferrer (Pardines)   | Modifica les dades a Wikidata |
|        | Cal Ferreret  | Pardines | masia        | Estil: arquitectura popular | 42° 18′ 45″ N, 2° 12′ 48″ E / 42.312419°N,2.213365°E                | bé cultural d'interès local                | Cal Ferreret (Pardines) | Modifica les dades a Wikidata |
|        | Cal Madò      | Pardines | masia        |                             | 42° 18′ 40″ N, 2° 13′ 23″ E / 42.31121178886°N,2.22292696463473°E   |                                            |                         | Modifica les dades a Wikidata |
|        | Cal Porquer   | Pardines | masia        | Estil: arquitectura popular | 42° 18′ 47″ N, 2° 12′ 52″ E / 42.313152°N,2.214472°E                | bé cultural d'interès local                | Cal Porquer (Pardines)  | Modifica les dades a Wikidata |
|        | Cal Tinet     | Pardines | masia        |                             | 42° 18′ 39″ N, 2° 13′ 21″ E / 42.3107950756867°N,2.22256807540042°E |                                            |                         | Modifica les dades a Wikidata |
|        | Can Barratort | Pardines | masia        |                             | 42° 18′ 20″ N, 2° 12′ 47″ E / 42.30562222°N,2.21318056°E 1200 msnm  |                                            | Can Barratort           | Modifica les dades a Wikidata |
|        | Can Dolçat    | Pardines | masia        |                             | 42° 18′ 27″ N, 2° 13′ 06″ E / 42.307524780076°N,2.21843449336785°E  |                                            |                         | Modifica les dades a Wikidata |
|        | Can Font      | Pardines | masia        |                             | 42° 18′ 41″ N, 2° 12′ 39″ E / 42.3112820165013°N,2.21079216728093°E |                                            |                         | Modifica les dades a Wikidata |
|        | Can Nofre     | Pardines | masia        |                             | 42° 18′ 59″ N, 2° 12′ 36″ E / 42.31630389514°N,2.2101025048572°E    |                                            |                         | Modifica les dades a Wikidata |
|        | Can Roca      | Pardines | masia        | Estil: arquitectura popular | 42° 18′ 30″ N, 2° 13′ 44″ E / 42.308246°N,2.22882°E                 | bé integrant del patrimoni cultural català | Can Roca (Pardines)     | Modifica les dades a Wikidata |
|        | Can Talric    | Pardines | masia        |                             | 42° 18′ 38″ N, 2° 12′ 39″ E / 42.3105430790692°N,2.21072859616307°E |                                            |                         | Modifica les dades a Wikidata |
|        | Mas Ventós    | Pardines | masia        |                             | 42° 18′ 39″ N, 2° 12′ 38″ E / 42.31088889°N,2.21057778°E            |                                            |                         | Modifica les dades a Wikidata |
|        | la Boixetera  | Pardines | masia        |                             | 42° 18′ 29″ N, 2° 14′ 51″ E / 42.308015684526°N,2.24739063242506°E  |                                            |                         | Modifica les dades a Wikidata |
|        | la Falgosa    | Pardines | masia        |                             | 42° 18′ 18″ N, 2° 12′ 02″ E / 42.3051229882109°N,2.20055626678772°E |                                            |                         | Modifica les dades a Wikidata |
|        | les Vinyes    | Pardines | masia        |                             | 42° 18′ 52″ N, 2° 11′ 52″ E / 42.3143894036297°N,2.19785434039025°E |                                            |                         | Modifica les dades a Wikidata |

## molí d'aigua
| imatge | Nom             | Ubicat a | instància de | Detalls | coordenades                                                         | Protecció | Commons (més fotos) | Dades a WD                    |
| ------ | --------------- | -------- | ------------ | ------- | ------------------------------------------------------------------- | --------- | ------------------- | ----------------------------- |
|        | Molí d'en Gilet | Pardines | molí d'aigua |         | 42° 18′ 33″ N, 2° 12′ 49″ E / 42.3090957982567°N,2.21374365536818°E |           |                     | Modifica les dades a Wikidata |
|        | Molí d'en Roca  | Pardines | molí d'aigua |         | 42° 18′ 38″ N, 2° 13′ 21″ E / 42.3104704718685°N,2.22251140126979°E |           |                     | Modifica les dades a Wikidata |
|        | Molí de Dalmau  | Pardines | molí d'aigua |         | 42° 18′ 33″ N, 2° 12′ 37″ E / 42.3091797668288°N,2.21023602065069°E |           |                     | Modifica les dades a Wikidata |

## muntanya
| imatge | Nom                        | Ubicat a                          | instància de | Detalls | coordenades                                                             | Protecció | Commons (més fotos)        | Dades a WD                    |
| ------ | -------------------------- | --------------------------------- | ------------ | ------- | ----------------------------------------------------------------------- | --------- | -------------------------- | ----------------------------- |
|        | Puig Estela                | Ogassa Pardines                   | muntanya     |         | 42° 17′ 03″ N, 2° 15′ 14″ E / 42.2843006575°N,2.2539920533°E 2013 msnm  |           | Puig Estela                | Modifica les dades a Wikidata |
|        | Puig de Mont-roig          | Vilallonga de Ter Pardines        | muntanya     |         | 42° 19′ 32″ N, 2° 15′ 13″ E / 42.3255°N,2.2536°E 1991 msnm              |           | Puig de Mont-roig          | Modifica les dades a Wikidata |
|        | Puigllangord               | Pardines                          | muntanya     |         | 42° 18′ 08″ N, 2° 14′ 32″ E / 42.30211111°N,2.24233333°E 1596 msnm      |           | Puigllangord               | Modifica les dades a Wikidata |
|        | Taga                       | Ribes de Freser Ogassa Pardines   | muntanya     |         | 42° 16′ 51″ N, 2° 12′ 36″ E / 42.2807720623°N,2.20988746608°E 2040 msnm |           | Taga                       | Modifica les dades a Wikidata |
|        | la Pedra dels Tres Bisbats | Vilallonga de Ter Ogassa Pardines | muntanya     |         | 42° 17′ 39″ N, 2° 16′ 42″ E / 42.2942°N,2.27836°E 1900 msnm             |           | La Pedra dels Tres Bisbats | Modifica les dades a Wikidata |

## pont
| imatge | Nom                     | Ubicat a | instància de | Detalls                                            | coordenades                                        | Protecció                                  | Commons (més fotos)       | Dades a WD                    |
| ------ | ----------------------- | -------- | ------------ | -------------------------------------------------- | -------------------------------------------------- | ------------------------------------------ | ------------------------- | ----------------------------- |
|        | Pont de Vilaró          | Pardines | pont         | Estil: arquitectura popular Travessa: riu Segadell | 42° 18′ 45″ N, 2° 13′ 36″ E / 42.31259°N,2.22656°E | bé cultural d'interès local                | Pont de Vilaró (Pardines) | Modifica les dades a Wikidata |
|        | Pont de l'Illa          | Pardines | pont         | Estil: arquitectura popular                        | 42° 18′ 33″ N, 2° 13′ 12″ E / 42.3091°N,2.2199°E   | bé integrant del patrimoni cultural català |                           | Modifica les dades a Wikidata |
|        | Pont del Molí d'en Roca | Pardines | pont         | Estil: arquitectura popular Travessa: riu Segadell | 42° 18′ 38″ N, 2° 13′ 19″ E / 42.31042°N,2.222°E   | bé cultural d'interès local                |                           | Modifica les dades a Wikidata |
|        | Ponts de Pardines       | Pardines | pont         | Estil: arquitectura popular                        | 42° 18′ 33″ N, 2° 13′ 12″ E / 42.3091°N,2.219897°E |                                            | Ponts de Pardines         | Modifica les dades a Wikidata |

## serra
| imatge | Nom                 | Ubicat a                        | instància de                                        | Detalls                       | coordenades                                                 | Protecció | Commons (més fotos) | Dades a WD                    |
| ------ | ------------------- | ------------------------------- | --------------------------------------------------- | ----------------------------- | ----------------------------------------------------------- | --------- | ------------------- | ----------------------------- |
|        | Serra de Conivella  | Ogassa Pardines Ribes de Freser | serra                                               |                               | 42° 17′ 07″ N, 2° 12′ 12″ E / 42.2853°N,2.20342°E           |           | Serra de Conivella  | Modifica les dades a Wikidata |
|        | Serra de Mont-roig  | Vilallonga de Ter Pardines      | serra                                               |                               | 42° 19′ 20″ N, 2° 15′ 19″ E / 42.322234°N,2.255328°E        |           |                     | Modifica les dades a Wikidata |
|        | Serrat de la Guilla | Pardines                        | serra                                               |                               | 42° 19′ 07″ N, 2° 13′ 44″ E / 42.3186°N,2.22877°E           |           |                     | Modifica les dades a Wikidata |
|        | serra Cavallera     | Pardines                        | serra àrea protegida Pla d'Espais d'Interès Natural | 1992 Superfície: 6213.85459ha | 42° 17′ 03″ N, 2° 15′ 14″ E / 42.2843°N,2.25401°E 2013 msnm |           | Serra Cavallera     | Modifica les dades a Wikidata |

## zona humida
| imatge | Nom                       | Ubicat a | instància de     | Detalls                                  | coordenades                                                    | Protecció | Commons (més fotos)          | Dades a WD                    |
| ------ | ------------------------- | -------- | ---------------- | ---------------------------------------- | -------------------------------------------------------------- | --------- | ---------------------------- | ----------------------------- |
|        | estany de la Font de Baix | Pardines | zona humida llac | Superfície: 1.79ha                       | 42° 17′ 54″ N, 2° 14′ 08″ E / 42.298209°N,2.235646°E 1458 msnm |           | Estany de la Font de Baix    | Modifica les dades a Wikidata |
|        | estany del Tarter         | Pardines | zona humida llac | Llarg: 59m Ample: 36m Superfície: 0.19ha | 42° 17′ 25″ N, 2° 14′ 58″ E / 42.290365°N,2.249566°E 1590 msnm |           | Estany del Tarter (Pardines) | Modifica les dades a Wikidata |

## Misc
| imatge | Nom                                         | Ubicat a                 | instància de      | Detalls                                                              | coordenades                                                                                               | Protecció                                            | Commons (més fotos)         | Dades a WD                    |
| ------ | ------------------------------------------- | ------------------------ | ----------------- | -------------------------------------------------------------------- | --- | ---------------------------------------------------- | --------------------------- | ----------------------------- |
|        | Castell de Pardines                         | Pardines                 | castell           |                                                                      | 42° 18′ 46″ N, 2° 12′ 53″ E / 42.31264°N,2.2148°E                                                         | bé d'interès cultural bé cultural d'interès nacional |                             | Modifica les dades a Wikidata |
|        | Monument als donants de sang a Pardines     | Pardines                 | monument          | Creador: Josep Hubach i Vila 2002-09-13 Anomenat per: donant de sang | 42° 18′ 47″ N, 2° 12′ 49″ E / 42.31301666666667°N,2.2135°E                                                |                                                      |                             | Modifica les dades a Wikidata |
|        | casa consistorial de Pardines               | Pardines                 | casa consistorial |                                                                      | 42° 18′ 44″ N, 2° 12′ 47″ E / 42.3123308°N,2.2129595°E                                                    |                                                      | Casa de la Vila de Pardines | Modifica les dades a Wikidata |
|        | casa de la plaça de l'Ajuntament            | Pardines                 | casa              | Estil: arquitectura popular                                          | 42° 18′ 44″ N, 2° 12′ 48″ E / 42.312324°N,2.213329°E                                                      | bé cultural d'interès local                          |                             | Modifica les dades a Wikidata |
|        | la Pedra dels Tres Bisbats                  | Pardines                 | creu monumental   |                                                                      | 42° 17′ 43″ N, 2° 16′ 39″ E / 42.2953400854739°N,2.2775776520738°E                                        |                                                      |                             | Modifica les dades a Wikidata |
|        | riu Segadell                                | Pardines Ribes de Freser | curs d'aigua      | Desemboca: el Freser Llarg: 8km Conca: 50km²                         | 42° 17′ 57″ N, 2° 16′ 18″ E / 42.299173°N,2.271583°E 42° 18′ 25″ N, 2° 10′ 13″ E / 42.306928°N,2.170352°E |                                                      | Segadell River              | Modifica les dades a Wikidata |
|        | safareig                                    | Pardines                 | safareig          |                                                                      | | bé cultural d'interès local                          |                             | Modifica les dades a Wikidata |
|        | torre de defensa i antiga porta fortificada | Pardines                 | torre de defensa  |                                                                      | | bé cultural d'interès local                          |                             | Modifica les dades a Wikidata |